# Kaneelstruikzanger
De kaneelstruikzanger (Bradypterus cinnamomeus) is een zangvogel uit de familie Locustellidae.

## Verspreiding en leefgebied
Deze soort komt voor in de hooglanden van oostelijk Afrika en telt vier ondersoorten:
- B. c. cavei: zuidoostelijk Zuid-Soedan en noordoostelijk Oeganda.
- B. c. cinnamomeus: van Ethiopië tot noordelijk Tanzania.
- B. c. mildbreadi: Rwenzori-gebergte (grensgebied Congo-Kinshasa-Rwanda).
- B. c. nyassae: zuidoostelijk Congo-Kinshasa, noordoostelijk en zuidwestelijk Tanzania, noordoostelijk Zambia en Malawi.

## Status
De grootte van de populatie is niet gekwantificeerd maar de soort wordt omschreven als algemeen in de meeste hooglanden. Op de Rode lijst van de IUCN heeft deze soort de status niet bedreigd.